# Rhadinopsylla isacantha
Rhadinopsylla isacantha är en loppart som först beskrevs av Rothschild 1907.  Rhadinopsylla isacantha ingår i släktet Rhadinopsylla och familjen mullvadsloppor. Inga underarter finns listade i Catalogue of Life.